# ʿAlī Dīnār

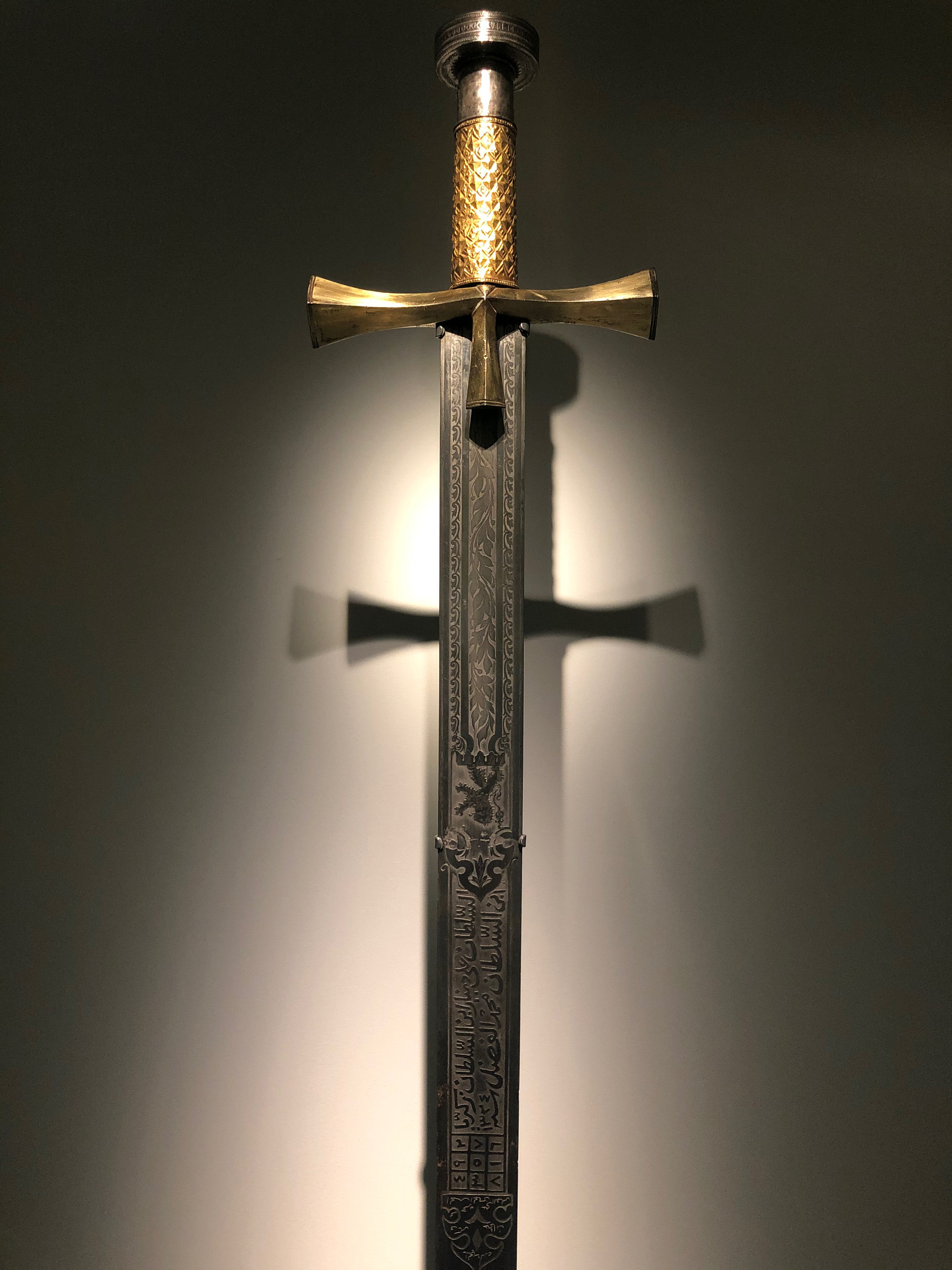
Ein Schwert von ʿAlī Dīnār im British Museum

ʿAlī Dīnār ibn Zakarīyā (arabisch علي دينار بن زكريا, DMG ʿAlī Dīnār b. Zakarīyā, gest. 6. November 1916) war von 1898 bis 1916 der letzte Sultan von Darfur. Im Gegensatz zu seinen Vorgängern erkannte er die Oberherrschaft der Regierung des Anglo-Ägyptischen Sudans über sein Territorium an. ʿAlī Dīnār unterhielt enge politische und wirtschaftliche Beziehungen mit der Führung des Sanūsīya-Ordens in Kufra, die ihn auch mit Waffen versorgte, und kämpfte gegen die französische Kolonialisierung des Wadai. Während des Ersten Weltkriegs gelangten die Briten zu der Überzeugung, dass ʿAlī Dīnār aufgrund seiner Verbindungen zu den Mittelmächten eine Gefahr für die britische Herrschaft im Sudan darstellte, und marschierten in Darfur ein. Zum einen wollten sie damit eine mögliche neue Kriegsfront ausschließen, zum anderen aber auch ihre mit Frankreich vereinbarten Ansprüche auf das Gebiet durchsetzen. ʿAlī Dīnār wurde im Mai 1916 gestürzt und nach seiner Flucht im Gebiet des Jabal Marra von einem kleinen britischen Militärtrupp aufgespürt und erschossen. Wegen seines Kampfes gegen die britische Kolonialmacht gilt ʿAlī Dīnār heute in Sudan als Nationalheld. Er hat auch eine große symbolische Bedeutung für die kollektive Identität des Volks der Fur.

## Erste Machtergreifung und Hausarrest bei den Mahdisten
ʿAlī Dīnār gehörte dem Keira-Clan an, der seit dem späten 16. Jahrhundert über die Fur herrschte, und war ein Enkelsohn von Sultan Muhammad al-Fadl. Während des Sultanats seines Cousins Abū l-Chairāt, das drei Jahre andauerte, diente ʿAlī Dīnār diesem als Anführer im Kampf gegen den Stamm der Taʿāyischa, der zu dieser Zeit regelmäßig die Dörfer der Fur überfiel und sie verwüstete. ʿAlī Dīnār war zu dieser Zeit in seinen frühen Zwanzigern. Im Jahre 1890 kam es in Kulme, 20 Meilen südlich von Zalingei, zu einer heftigen Auseinandersetzung mit dem Sultan, als dieser ihm vorwarf, mit seinen Leuten ein Fur-Dorf überfallen zu haben. Nach britischen Berichten bekam ʿAlī Dīnār einen Wutanfall und verließ den Sultan nach einem heftigen Wortwechsel. In der Nacht versammelte ʿAlī Dīnār seine Fertit-Sklaven um sich, und der Sultan wurde in den Stunden der Dunkelheit getötet. ʿAlī Dīnār rief sich daraufhin selbst zum Sultan aus.
Zu dieser Zeit stand das Gebiet bereits unter der Kontrolle der Mahdisten (1885–98). Am 13. Oktober 1891 wurde er nach al-Faschir, der Hauptstadt Darfurs, gerufen, um dem mahdistischen Gouverneur zu huldigen. Danach ging er nach Omdurman, traf ʿAbdullāhī (gest. 1899), den Kalifen (Nachfolger) des Mahdi Muhammad Ahmad, und leistete ihm im Jahr 1892 den Treueid. Die restlichen sechs Jahre der Mahdisten-Herrschaft verbrachte er in Omdurman.

## Als Sultan von Darfur unter britischer Suzeränität
Als sich Kitchener im August 1898 Omdurman näherte, plante ʿAlī Dīnār offensichtlich seine Rückkehr nach Darfur. Am 2. September, zur Zeit der Schlacht von Omdurman, versammelte er einige Fur-Häuptlinge um sich und zog nach Darfur, wo er sich daran machte, das Sultanat wieder aufzubauen, und sich selbst als Sultan einsetzte. Mit seinen Leuten konnte er einen lokalen Thronprätendenten namens Abū Kauda und die mahdistische Garnison leicht beiseiteschieben; Ende Oktober saß er bereits in al-Fashir fest im Sattel. In den nächsten drei Jahren bekräftigte ʿAlī Dīnār seine Autorität gegenüber vielen der Kerngruppen der einfachen Bevölkerung, die traditionell dem Sultanat Darfur unterstanden hatten, und startete eine Reihe diplomatischer Initiativen unter den abgelegenen Gemeinden, deren historische Verbindungen zu Darfur weniger eindeutig waren. Der selbst definierte Einflussbereich des neuen Monarchen erstreckte sich somit bald von den Nuba-Bergen und dem Weißen Nil bis in den Tschad und das Gebiet der modernen Zentralafrikanischen Republik.
Allerdings konnte sich in Kabkābīya im nördlichen Darfur unter der Führung des mahdistischen Offiziers Sinīn Husain noch längere Zeit Widerstandsbasis gegen die Wiederherstellung des Darfur-Sultanats halten. Diese mahdistiche Enklave fiel erst im Januar 1909, nachdem die Hauptarmee des Sultanats Kabkābīya für 17 Monate belagert hatte.
Im Jahr 1900 erkannte die anglo-ägyptische Regierung in Khartum, die an keiner Direktherrschaft über Darfur interessiert war, ʿAlī Dīnār als Sultan von Darfur an, verbunden mit der Verpflichtung, einen jährlichen Tribut zu entrichten. Alī Dīnār stimmte diesen Bedingungen zu, aber betrachtete sich nicht als britischen Untertan. Darüber hinaus scheint die Beziehung zwischen ʿAlī Dīnār und den Briten distanziert und unpersönlich gewesen zu sein: Kein britischer Beamter reiste jemals nach Darfur, und Geschäfte wurden ausschließlich per Brief abgewickelt. Eine engere Beziehung unterhielt ʿAlī Dīnār nur zu Slatin Pascha, dem Generalinspekteur des Sudan. So bat er ihn im Jahre 1909, ein Treffen zwischen ihm und dem Khediven zu arrangieren, und fragte ihn, nachdem Slatin zugestimmt hatte, um Rat, was er ihm als Geschenk für den Khedivn empfehle.

### Herrschaftspraxis
ʿAlī Dīnārs Herrschaft war autokratisch: „Mit einer Mischung aus Notwendigkeit und Persönlichkeit“ regierte er seinen Staat direkt. Er versuchte aber auch, für rechtliche Kontinuität zu sorgen, indem er ein allgemeines Dekret erließ, nach dem alle, die noch Klagen aus der Zeit der Mahdisten oder der kurzen „Herrschaft“ Abū Kaudas vorzubringen hatten, dies bei ihren örtlichen Oberhäuptern tun sollten. Nach britischen Berichten war ʿAlī Dīnār Analphabet und besaß an politischem Wissen allein das, was er während seiner Internierung in Omdurman bei dem Kalifen Abdullāhī erhalten hatte.
Obwohl er seinen Hass auf die Mahdisten zum Ausdruck brachte und sie für die Verwüstung Darfurs verantwortlich machte, hielt er sich an die politische Praxis der Mahdisten und empfing ehemalige Mahdisten an seinem Hof. Auch stützte er sich auf mahdistische Beamte. So hielt er zum Beispiel den mahdistischen General ʿArabī Dafʿallāh an seinem Hof und ernannte zum Hilfsrichter Hamad ʿAbd al-Qādir, der diesen Posten schon unter der Mahdīya-Herrschaft innehatte.
ʿAlī Dīnār baute die Hauptstadt al-Faschir wieder auf, restaurierte Familiengräber und umzäunte Stätten in Tora im Fur-Kernland des Dschebel Marra und bestattete einen seiner Vorgänger, Sultan Zakarīyā ʿAlī, neu in einer Qubba in al-Faschir.

### Die Selbstinszenierung als islamischer Herrscher
Was ʿAlī Dīnārs Dekrete von denjenigen seiner Vorfahren unterschied, war die starke Betonung seiner eigenen religiösen Rolle. So beschrieb er sich darin als „standhaft in der Religion des Islams“ und präsentierte sich als al-Hāšimī al-ʿAbbāsī, also als abbasidischen Abkömmling der Banū Hāschim. In einem Brief, den er im März 1916 an den osmanischen Kriegsminister Enver Pascha sandte, präsentierte er sich nicht nur als Abbasiden, sondern auch Darfur als ein Land mit einer langen islamischen Vergangenheit:

„Wir sind mit dem Propheten durch seinen Onkel al-ʿAbbās verwandt. Gott hatte gewollt, dass mein Vorfahre nach Darfur auswandern und den Fur eine Gnade sein sollte, indem er ihnen den Islam predigte, den sie annahmen, indem sie ihre frühere heidnische Verehrung aufgaben - sie hatten nämlich Steine und Bäume angebetet, und er brachte ihnen das Licht. Gott gewährte seinen Nachkommen das Zepter über das Land der Fur. Viele Fur wurden zu Fuqahā', ʿUlamā' und Asketen, die den Islam predigten und begründeten. Die oben genannten Tatsachen sind wahr und in unserer Geschichte aufgezeichnet – sie fanden vor 870 Jahren statt, lange bevor Konstantinopel erobert wurde.“

Zahlreiche Dekrete künden von ʿAlī Dīnārs Sorge um die Instandsetzung von Moscheen. Anders als seine Vorgänger eröffnete er seine Briefe auch immer mit der Basmala. ʿAlī Dīnār lehnte den laxen „vermischten“ Islam seiner Vorfahren genauso ab wie den Mahdismus und favorisierte eine Kombination aus einem „Establishment“-Islam vom Azhar-Typ mit Unterordnung der Religion unter den Staat und aus Sufismus.
Eine seiner bemerkenswertesten Neuerungen war die formale Organisation der Fuqarā', heiliger Männer, die eine adlige Abkunft beanspruchten und für ihre Wundertätigkeit bekannt waren. ʿAlī Dīnār organisierte diese Männer nach Distrikten und unterstellte sie jeweils einem lokalen Obmann (muqaddam). Außerdem verpflichtete er sie, den Ramadan zusammen mit ihm in al-Faschir zu verbringen und in dieser Zeit religiösen Übungen nachzugehen. Häretiker, die mit dem Anspruch auftraten, der wiedergekehrte Jesus Christus, der Prophet Mohammed oder der Mahdī zu sein, ließ ʿAlī Dīnār hinrichten. Von sich selbst behauptete ʿAlī Dīnār jedoch, Huldwunder (karāmāt) vollbringen zu können, und er ließ diese Wunder auch aufzeichnen und in der Zeitung The Sudan Times veröffentlichen.
ʿAlī Dīnār war auch sehr daran interessiert, einen eigenen Mahmal nach Mekka zu entsenden. Schon 1901 bat er in einem Brief an Slatin Pascha, ihm die Entsendung einer solchen zeremoniellen Sänfte zu erlauben, „wie es seine Vorgänger jedes Jahr getan hatten.“ Der Generalgouverneur des Sudan, Reginald Wingate, antwortete ihm mit einem Brief vom 1. Mai 1901, in dem er ihn in seinem Amt bestätigte und erklärte, dass der Weg zwischen dem Sudan und dem Hedschas grundsätzlich offen bleiben würde, so dass der Sultan diese Angelegenheiten so regeln könne, wie es ihm beliebe. Daraufhin sandte ʿAlī Dīnār 1902 erstmal eine Delegation in den Hedschas, die 2.000 Mecidiye-Riyals mitführte, von denen jeweils 1.000 in Mekka und in Medina an die Armen und Diener verteilt wurden. Ab 1903 begann ʿAlī Dīnār auch damit, den Pilgerdelegationen seines Sultanats einen Mahmal mitzugeben.
Im Jahre 1906 wurde der darfurische Mahmal von mehr als 250 Personen begleitet. Die Gruppe reiste mit der Eisenbahn von Khartum nach Sawakin und von dort aus mit Dampfschiffen internationaler Unternehmen nach Dschidda. Die Entsendung des Mahmals in ein- bis zweijährigem Rhythmus setzte ʿAlī Dīnār bis zum Jahr 1915 fort. Hinter dem Interesse des Sultans an dem Mahmal stand die Absicht der Werbung für das neu belebte Sultanat: Er wollte es bekannt machen, von verschiedenen islamischen Mächten dafür Legitimität erlangen und der islamischen Welt zeigen, dass seine Herrschaft eine natürliche Fortsetzung des alten Sultanats von Darfur ist. Auch schickte ʿAlī Dīnār regelmäßig Eunuchen in den Hedschas, die dort in den beiden Heiligen Bezirken von Mekka und Medina Dienste verrichteten.

### Die Beziehung zum Reich Wadai und zur Sanūsīya
Im Februar 1901 wurde in Wadai ein von ʿAlī Dīnār unterstützter Kandidat, Ahmad al-Ghazālī, zum Herrscher ernannt. In einem Brief an die anglo-ägyptischen Behörden in Khartum nahm ʿAlī Dīnār das Verdienst von Ahmad al-Ghazālīs Erfolg persönlich für sich in Anspruch. Ein Beweis für die guten Beziehungen, die im Jahr 1901 zwischen ʿAlī Dīnār und Ahmad al-Ghazālī herrschten, sind zwei zufällig erhaltene Passierscheine, die letzterer an Händlergruppen ausgab, die über die Straße durch Dar Tama nach Osten nach Darfur unterwegs waren.
ʿAlī Dīnār pflegte auch enge Beziehungen zu mehreren neo-sufischen Orden wie der Sanūsīya, der Chatmīya und der Ismāʿīlīya. In den 1990er Jahren veröffentlichte Quellen deuten darauf hin, dass es sich bei der Beziehung zur Sanūsīya um eine „echte, leidenschaftlich empfundene Allianz“ handelte, die auf Gegenseitigkeit beruhte. Nach der Sanūsīya-Überlieferung sandte ʿAlī Dīnār schon im ersten Jahr seiner Herrschaft eine Delegation zu Muhammad al-Mahdī as-Sanūsī in Kufra, die die Verehrung des Königs von Darfur für den Orden zum Ausdruck brachte. Der anglo-ägyptische Spion Salih Dschibrīl, der al-Faschir 1900 besuchte, berichtete, dass ʿAlī Dīnār öffentlich al-Mahdī als „unseren Herrn“ bezeichnete und behauptete, dass alle freien Könige westlich des Nils mit diesem einverstanden wären. Nach anderen Quellen hatte ʿAlī Dīnār Geschenke an die Sanūsīya geschickt. Im Gegenzug erhielt er Sanūsī-Banner und fromme Literatur. Al-Mahdī as-Sanūsī scheint auch ʿAlī Dīnār dazu gebracht zu haben, dass er die Einrichtung von ein oder mehreren Zāwiyas in Darfur akzeptierte.
Die anfängliche Periode positiver Beziehungen zur Sanūsīya kam im Juni 1902 zu einem jähen Ende, als Muhammad al-Mahdī starb und kurze Zeit später Ahmad al-Ghazālī, der von ʿAlī Dīnār unterstützte Herrscher von Wadai, durch die von der Sanūsīya unterstützte Fraktion in Wadai getötet wurde. ʿAlī Dīnār fühlte sich frei, Vergeltung an der Organisation zu üben, die seine Ambitionen in Wadai so erfolgreich vereitelt hatte: Die in Darfur gegründete Sanusi-Organisation wurde abrupt geschlossen und ihre Agenten ausgewiesen.
Dūd Murra, der neue Herrscher Wadais, der mit der Sanūsīya zusammenarbeitete, öffnete Wadai für die Aktivitäten ausländischer Händler. Im Gegensatz zu ihm hielt ʿAlī Dīnār an den althergebrachten königlichen Handelsvorrechten fest und öffnete sein Königreich nicht für private Unternehmen, was 1904 zu einer Krise in der Beziehung mit Wadai führte. Als Reaktion auf ʿAlī Dīnārs Umgang mit Kaufleuten aus Wadai sperrte Dūd Murra die Straße nach Darfur und hielt sie mindestens zwei Jahre lang geschlossen. Die angespannten Handelsbeziehungen zwischen Wadai und Darfur verschlossen ʿAlī Dīnār den Zugang zu den Mittelmeermärkten über das von der Sanūsīya dominierte zentrale Sahara-Handelsnetz und machten ihn abhängig von den Karawanen, die er selbst auf eigenes Risiko nordöstlich nach Oberägypten auf dem alten Vierzig-Tage-Weg (darb al-Arbaʿīn) entsenden konnte. Dieser Weg war allerdings zu dieser Zeit nicht sicher für Karawanen.
Da ʿAlī Dīnār nun von den Mittelmärkten so gut wie abgeschnitten war, wandte er sich Ende 1905 direkt an die Sanūsīya-Führung in Kufra, auch in einem Versuch, den Handel mit Waffen anzukurbeln, da es für ihn immer schwieriger wurde, solche zu erhalten. Die Sanūsīya-Führung reagierte umgehend: Die erste Karawane aus Kufra mit Waffen für ʿAlī Dīnār erreichte al-Fashir Anfang 1906, und eine neue Ära der Zusammenarbeit zwischen Darfur und der Sanūsīya begann. Als die Franzosen in den Jahren 1907 und 1908 Angriffe auf die Posten der Sanūsīs im nördlichen Tschad starteten und Asīl, den von ihnen gefangenen Thronprätendenten von Wadai freiließen, damit er Dūd Murra von Westen her angriff, bat ʿAlī Dīnār die Sanūsīs in Kufra auf, zwischen ihm und Dūd Murra zu vermitteln. Ab März 1909 ließ sich Abū Bakr al-Ghadāmisī als permanenter Botschafter der Sanūsīya in al-Fāschir nieder.

### Das französische Vordringen im Westen und zunehmende Spannungen mit den Briten

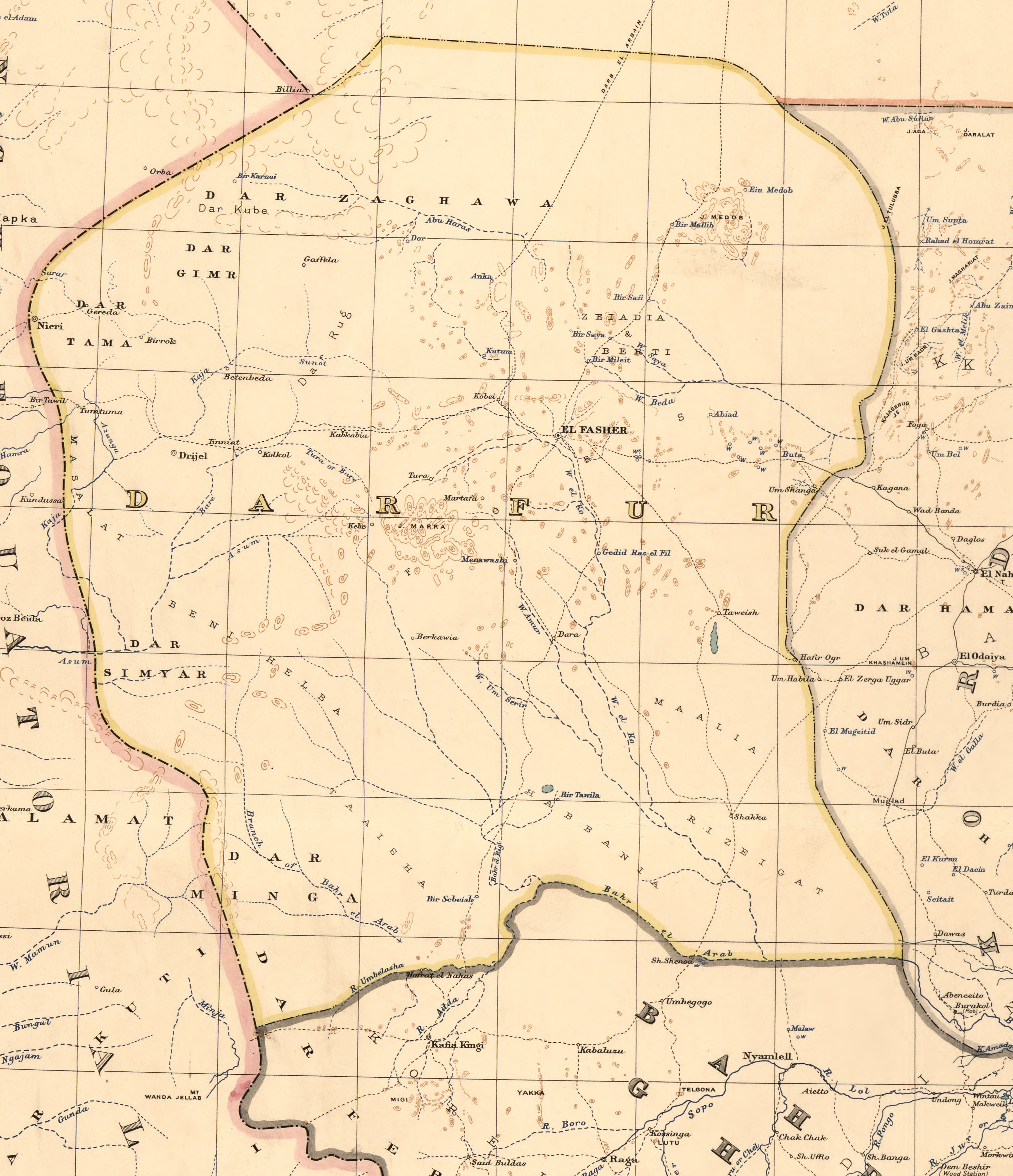
Karte von Darfur 1914 mit Dar Tama und Dar Gimr am westlichen Rand

Im Jahre 1909 besetzten die Franzosen westlich von Darfur Abeche, die Hauptstadt des Sultanats Wadai, setzten ihren Marionettensultan Asīl ein und machten sich im Rahmen der Kolonialisierung des Wadai daran, die zwischen Wadai und Darfur liegenden Sultanate Dār Sila, Dār Tama, Dār Gimr und Dār Masālīt zu besetzen, die ʿAlī Dīnār als Darfur-Territorium beanspruchte. Im Frühjahr 1910 versuchte ʿAlī Dīnār, die Kontrolle über diese Sultanate zurückzuerlangen, besetzte Dar Gimr und Dar Tama und überfiel Wadai, doch nachdem die Franzosen im April einer Fur-Streitmacht eine Niederlage beigebracht hatten, kehrten die beiden Sultanate unter französische Kontrolle zurück. ʿAlī Dīnār reagierte, indem er für drei Jahre einen Handelsboykott gegen das französisch besetzte Wadai verhängte.
Da im April auch Dūd Murra, der in den Norden ausgewichen war, eine Niederlage im Kampf gegen die Franzosen erlitten hatte, wurde Darfur zum Auffangbecken einer Welle von Flüchtlingen aus dem Westen. Dies brachte ihm ein hohes Ansehen bei der Sanūsīya-Führung in Kufra ein. Ahmad asch-Scharīf lobte ihn in einem Brief mit den Worten: „Heutzutage gibt es dort [sc. südlich der Wüste] außer Ihrem keinen Ort, an dem man sich hinsichtlich der Unterstützung des Islams verlassen kann“, und versprach weitere Waffenlieferungen. Als im Mai 1911 die Franzosen die Region Ennedi eroberten, spülte dies zahlreiche weitere Flüchtlinge nach Darfur, darunter 10.000 Tuareg, die in der Gegend, in der sie von ʿAlī Dīnār angesiedelt wurden, jedoch Raubzüge unternahmen. Dass ʿAlī Dīnār gegen diese Tuareg-Flüchtlinge und ihren Anführer Sālih Abū Karīm hart vorging, belastete das Verhältnis zur Sanūsīya.
Gegen das französische Vordringen im Westen protestierte ʿAlī Dīnār bei der britischen Regierung in Khartum und erbat Unterstützung, erhielt von dort jedoch keine befriedigende Antwort. Die Franzosen in Wadai wollten ʿAlī Dīnār umgehen und direkt mit den Briten in der Grenzfrage zwischen Wadai und Darfur verhandeln. Die Briten zögerten jedoch, sich einzumischen, solange Darfur eigenständig war. Obwohl die Grenzfrage Gegenstand von beträchtlichen diplomatischen Bemühungen zwischen Khartum, Kairo, London und Paris war, konnte sie auch in den folgenden Jahren nicht gelöst werden.
Bei Ausbruch des Ersten Weltkriegs war Reginald Wingate, der Generalgouverneur des Anglo-Ägyptischen Sudan, sehr daran interessiert, gute Beziehungen zu ʿAlī Dīnār aufrechtzuerhalten. Allerdings kamen schon im November 1914 Gerüchte auf, dass feindliche Agenten nach Darfur unterwegs seien, um ʿAlī Dīnār gegen den Sudan aufzuhetzen. Nachdem das Osmanische Reich auf Seite der Mittelmächte in den Krieg eingetreten war, schrieb Wingate an ʿAlī Dīnār einen Brief, wobei er eine Loyalitätsbekundung von Sayyid ʿAlī al-Mirghanī, dem Oberhaupt des Chatmīya-Ordens, beifügte. Aus ʿAlī Dīnārs Antwort schloss Wingate, dass von ihm keine Gefahr drohte. Im März 1915 schrieb ʿAlī Dīnār allerdings einen Brief an al-Mirghanī, in dem er seinen Unmut über die britische Sudan-Regierung Luft machte: ihr Versäumnis, ihn mit ausreichenden Waffen zu versorgen, ihre Ablehnung, sich mit der französischen Annexion eines Teils seines Territoriums zu befassen, ihre Beherbergung von rebellischen Stammesgenossen und Marodeuren und ihre finanziellen Schulden ihm gegenüber. Obwohl Wingate in einem versöhnlichen Ton antwortete, brachte er nun offen seine Sicht zum Ausdruck, dass man nach dem Krieg oder schon früher mit ʿAlī Dīnār „fertig werden müsse“. In Kairo stimmte der Nachrichtenoffizier Gilbert Clayton der Sichtweise zu, dass ʿAlī Dīnār in türkische Pläne eingespannt sei, vermutete aber, dass er in seinem Verhalten „bluffe“ und vor offenen Feindseligkeiten zurückschrecken werde.

## Militärische Konfrontation mit den Briten und Ende

### ʿAlī Dīnārs Kontakte zur Türkei und Ausrufung des Dschihad

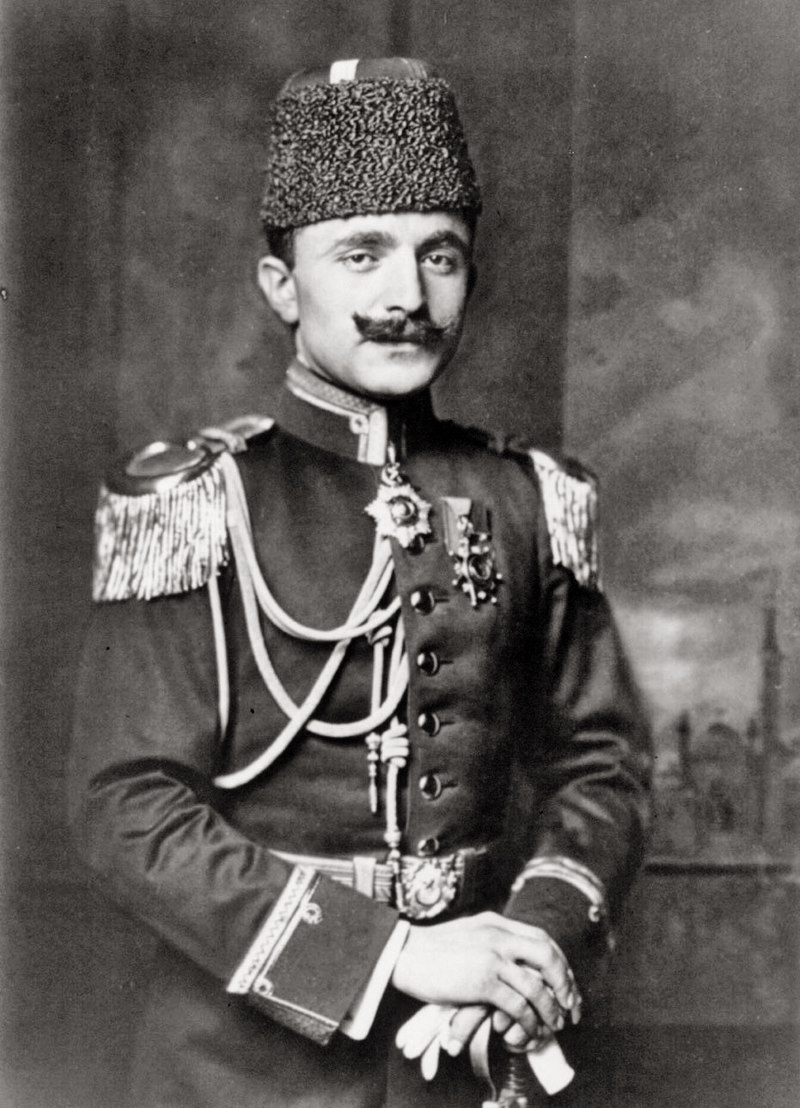
Der osmanische Kriegsminister Enver Pascha

Im Frühjahr 1915 nahm bei Wingate und anderen britischen Kolonialbeamten die Sorge zu, dass ʿAlī Dīnār durch türkische oder deutsche Agenten zu feindlichen Aktionen gegenüber den Briten überredet werden könnte. Mit ihren Vermutungen, dass ʿAlī Dīnār in die Pläne des osmanischen Kriegsgegners eingebunden war, lagen die Briten nicht falsch. Schon am 3. Februar 1915 hatte der osmanische Kriegsminister Enver Pascha einen Brief an ʿAlī Dīnār geschrieben, in dem er diesen dazu einlud, in den Krieg gegen den gemeinsamen Feind, die Briten, einzutreten. Das Schreiben erwähnte die osmanische Dschihad-Proklamation vom 11. November 1914 und betonte ʿAlī Dīnārs Pflicht als muslimischer Herrscher, die britische Hegemonie zurückzuweisen und sich mit seinen Glaubensbrüdern zu vereinen: „Jetzt ist der Moment gekommen, die Religion und die islamische Einigkeit in den Zielen zu erneuern und zu organisieren […] sich zu erheben, und die Ungläubigen bekämpfen.“ Im August 1915 schrieb Nuri Bey, Envers Halbbruder, von der Kyrenaika aus, wo er die Sanūsīya für die osmanische Sache zu gewinnen versuchte, einen ähnlichen Einladungsbrief an ʿAlī Dīnār. Dem Brief waren eine Medaille und verschiedene Geschenke beigegeben.
Obwohl Enver Paschas Brief erst mehr als ein Jahr später bei ʿAlī Dīnār ankam, erfuhr dieser schon vorher von den Dschihad-Plänen und ließ sich von der Kriegsbegeisterung mitreißen. Im Mai 1915 fing der britische Inspektor in Sawakin eine Anzahl von Schreiben ʿAlī Dīnārs ab, in denen dieser die Muslime zum Dschihad und zur Unterstützung des türkischen Sultans aufrief. Einer der Briefe war an den Scherifen von Mekka gerichtet. Am 26. Januar 1916 schrieb ʿAlī Dīnār in einem Brief an Ahmad asch-Scharīf, den Anführer der Sanūsīya-Bruderschaft:

„Der islamische Stolz und die Inbrunst des Glaubens haben uns erfasst. Und wir haben uns entschlossen, mit Gottes Macht, Stärke und Fähigkeit die Unterstützung der Religion Gottes zu übernehmen, um hier im Sudan um uns herum den Dschihad gegen die ungläubigen Feinde der Religion zu führen, die sich der mohammedanischen Scharia widersetzen. Und bald, so Gott der Allmächtige will, werden wir ausziehen und die Hidschra vollziehen, um den Dschihad auf dem Weg Gottes zu führen. Und was von uns aus den Feinden Gottes widerfahren wird, wird eure Ohren erreichen.“

In einem zweiten Brief, den er zwei Tage später an Ahmad asch-Scharīf absandte, bekräftigte er, dass er bald den Krieg und Dschihad „gegen die englischen Feinde Gottes, die das Licht Gottes mit ihren Mündern ausblasen wollen“, proklamieren werde.
Nachdem ihn der Brief von Enver Pascha erreicht hatte, schrieb ʿAlī Dīnār im März und April 1916, als die britischen Streitkräfte aufmarschierten und über die Grenze von Darfur vordrangen, zweimal selbst an Enver Pascha. In seinen Briefen an ihn erklärte er seine Bereitschaft, an der Seite der Türken am Dschihad gegen die „ungläubigen“ Engländer und Franzosen teilzunehmen, beschwerte sich jedoch darüber, dass ihn der osmanische Sultan nicht über Ägypten oder den Hedschas mit Nachrichten und Anweisungen zu den Kriegshandlungen versorgt hatte. Darüber, dass er einen Ferman vom „Sultan des Islam“ erhalten habe, der ihm befehle, einen Dschihad auszurufen, und ihm jede Menge Munition schicken würde, informierte er auch Wingate.

### Die Reaktion der Briten
Nachdem am 23. Mai 1915 ʿAlī Dīnār in einem Brief an ʿAlī at-Tum, den Anführer Kabābīsch-Stammes, zur Rebellion gegen die ungläubigen Briten aufgerufen hatte, riet Robert Vesey Sevile, der Gouverneur von Kordofan, zu einem Präventivschlag gegen ihn und empfahl, eine möglichst starke Streitmacht nach Westkordofan zu entsenden. Sevile warnte im Juli 1915 davor, dass sich im Falle einer Dschihad-Erklärung durch ʿAlī Dīnār Ereignisse wie beim Mahdi-Aufstand wiederholen könnten.
Wingate war jedoch bestrebt, eine offene Konfrontation mit ʿAlī Dīnār erst einmal zu vermeiden, und empfahl, die Kräfte des Aufruhrs und der Opposition gegen ihn zu kontaktieren und heimlich zu unterstützen. Hierzu gehörten die Stämme der Rizayqat, Habbania und Bani Halba. Aber es sollten auch Einzelpersonen, die Beschwerden gegen ʿAlī Dīnār hatten, angesprochen und in den Dienst genommen werden. Außerdem sollten mehr nachrichtendienstliche Informationen über die Angelegenheit in Darfur gesammelt werden. In Vorbereitung auf eine militärische Auseinandersetzung begann die britische Sudan-Regierung damit, ʿAlī Dīnār zu diskreditieren. In einem Bericht über die Beziehungen zu ihm, den Wingate im Juli 1915 an das Foreign Office schickte, wurde er als „Kleindespot“ dargestellt, dessen Hauptcharakterzüge „1) persönlicher Stolz, 2) angeborenes Misstrauen und 3) Fanatismus“ seien.

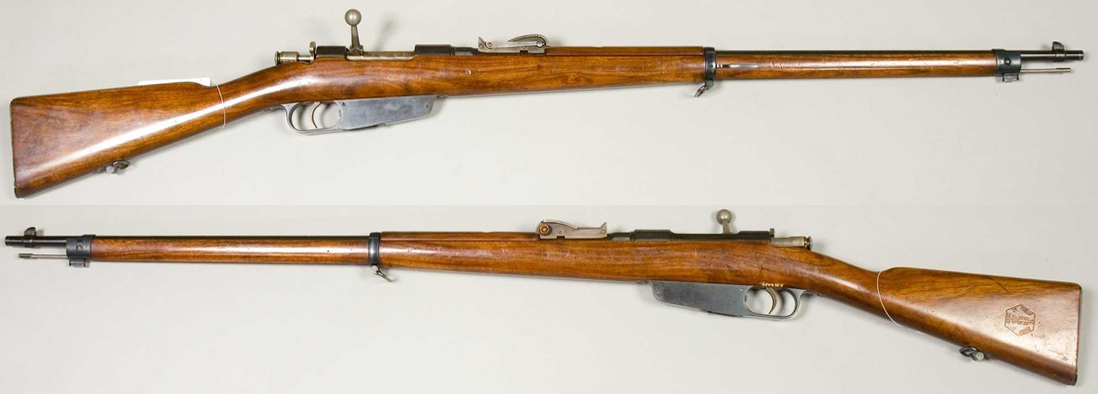
Carcanogewehre

Nachdem im Dezember 1915 in Nahud ein Brief von ʿAlī Dīnār eingetroffen war, in dem dieser der Stadt mit einem Angriff drohte und Wingate sich sicher war, dass auch der Sanūsīya-Orden eine Bedrohung für den Sudan darstellte, begann die Sudan-Regierung mit militärischen Vorbereitungen in Kordofan. Tatsächlich sandten Ende 1915 die Sanūsīs, die zu dieser Zeit sehr erfolgreich gegen die Italiener kämpften, von der Kyrenaika aus 600 Carcanogewehre mit Munition nach Darfur, um dem Sultanat zu helfen. Um ʿAlī Dīnār abzuschrecken und die Kordofan-Stämme zu beruhigen, verlegten die Briten ihrerseits mehrere Militäreinheiten nach Kordofan. Als die Briten am 9. Februar 1916 erfuhren, dass ʿAlī Dīnār Truppen nach Jabal Hilla 18 Meilen hinter der Grenze verlegte, beschleunigten sie ihre militärischen Vorbereitungen. ʿAlī Dīnār schrieb im gleichen Monat einen Brief an den Gouverneur von Kordofan und den Inspekteur von Nahud, in denen er diese als „Ungläubige“ und „Hunde“ beschimpfte und ihnen drohte. Die britische Regierung im Sudan nutzte diesen Vorfall für ihre Propaganda und verbreitete Geschichten, die ʿAlī Dīnār möglichst grausam erscheinen lassen sollten. Dabei wurde ʿAlī Dīnār auch immer wieder mit dem Kalifen ʿAbdullāhī verglichen.

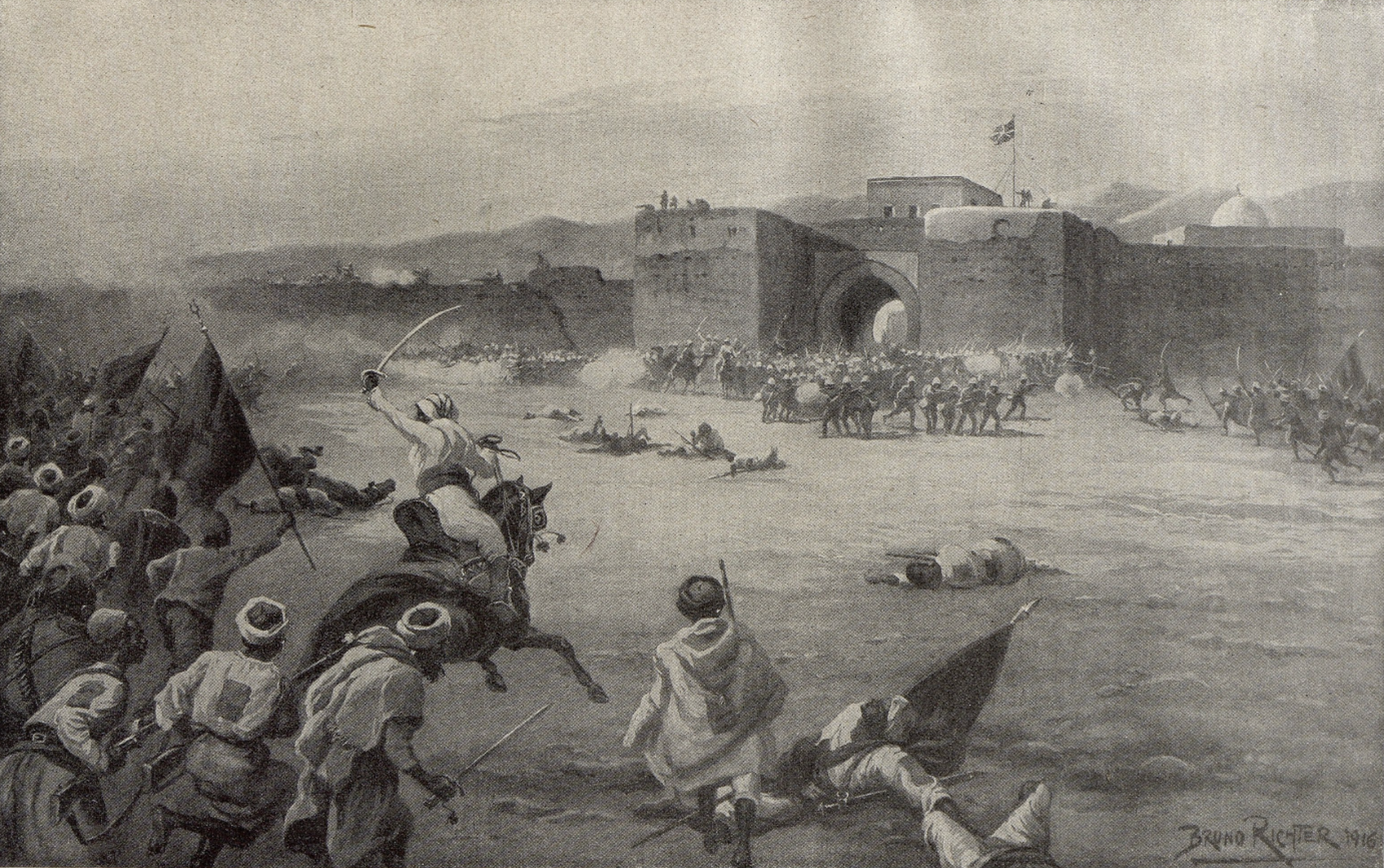
Angriff von „Imam Ali Dinar“ auf die englischen Truppen im nördlichen Sudan, Darstellung von Bruno Richter

Wingate schickte am 8. März 2016 von Nahud eine letzte Warnung an ʿAlī Dīnār, bot denjenigen, die sich den Streitkräften der Sudan-Regierung unterwarfen, eine Sicherheitsgarantie (amān) an, warnte ʿAlī Dīnār, dass er keinerlei Hilfe von türkischer Seite erwarten könne, und versprach „passende Vereinbarungen“ für den Sultan und seine Familie für den Fall, dass er sich ergab. Die britischen Offiziere drängten auf ein schnelles Vorrücken. Zum einen, weil die Regenzeit bevorstand, und zum anderen weil sie fürchteten, dass die Sanūsīs sowie türkische und deutsche Offiziere ihre Kräfte mit ʿAlī Dīnār verbinden könnten. Wingate schrieb am 19. März an den Hochkommissar für Ägypten Henry McMahon, dass er die Auflösung von ʿAlī Dīnārs Armee „bei der ersten günstigen Gelegenheit“ plane und davon ausgehe, dass dies auch ʿAlī Dīnārs endgültigen Sturz und den Zusammenbruch weiteren organisierten Widerstands verursachen werde. Von französischer Seite fürchtete man allerdings, dass ʿAlī Dīnār durch die ägyptische Invasionsarmee in Richtung Wadai getrieben werden könnte, wo zu dieser Zeit die französischen Kräfte nur ziemlich schlecht aufgestellt waren. Dennoch wies die französische Regierung ihre Streitkräfte vor Ort an, an den Militäroperationen so gut wie möglich mitzuwirken und in Dar Sila eine Machtdemonstration zu veranstalten.

### Die Schlacht von Beringia und ʿAlī Dīnārs Sturz
Am 12. Mai 1916 warf ein britisches Flugzeug arabische Propaganda-Flugblätter über al-Faschir ab, die ʿAlī Dīnār des Fehlverhaltens beschuldigten und eine gute Regierung, Gerechtigkeit und Religionsfreiheit für die Zeit nach der Eroberung versprachen. Auf den Flugblättern wurde behauptet, dass ʿAlī Dīnār die Häuptlinge der Fur getötet, ihren Besitz geplündert und ihre Frauen und Kinder verkauft habe. Außerdem wurde in Aussicht gestellt, dass alle „gerechten“ Stammeschefs, die sich der Regierung unterwarfen, ihre Position behalten sollten, und diejenigen Stämme, die unter der Herrschaft ʿAlī Dīnārs gelitten hatten, besondere Unterstützung erhalten sollten. Alle, die sich unterwarfen, sollten eine Sicherheitsgarantie (amān) erhalten. Als die britische Invasionstruppe weiter vordrang, stieß sie auf keinen Widerstand der Bevölkerung, und ʿAlī Dīnārs Armee wurde am 23. Mai 1916 bei dem Dorf Beringia besiegt. Nach der Schlacht versuchte ʿAlī Dīnār, der in al-Faschir verblieben war, seine Leute für eine weitere Schlacht umzugruppieren, wurde jedoch von vielen verlassen, und floh mit einer kleinen Gruppe von Verbliebenen in Richtung Südwesten.
James Angus Gillan berichtet, dass ʿAlī Dīnārs Beamte sofort bereit waren, mit ihren neuen Herren zusammenzuarbeiten und ihnen ein Buch zeigten, das eine Liste der anerkannten Nachkommen des Sultans enthielt. In diesem Buch war jeder Ehefrau des Sultans eine Seite gewidmet, die mit „Unsere Dame So-und-So“ überschrieben war und in verschiedenen Spalten ihre gesamte Nachkommenschaft namentlich aufführte. Die Anzahl von ʿAlī Dīnārs Söhnen betrug dabei um die 120.

### Rückzug in das Marra-Plateau und Erschießung

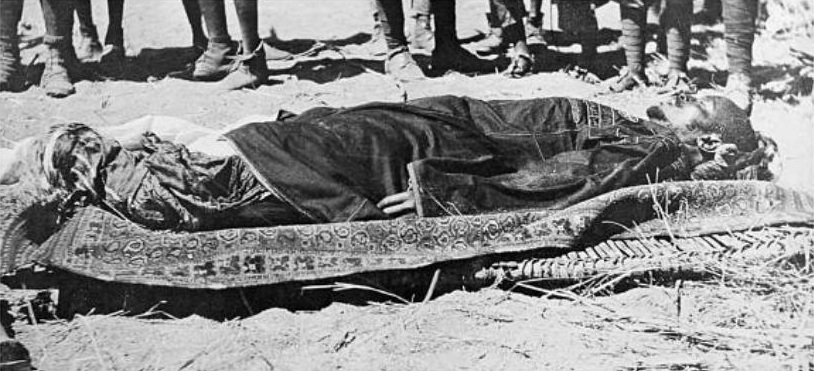
ʿAlī Dīnārs Leiche nach seiner Erschießung

Nach der Niederlage seiner Armee versuchte ʿAlī Dīnār, der Sudan-Regierung von den entlegenen Festungen des Jabal Marra aus weiter Widerstand zu leisten. Am 29. Mai 1916 erreichten allerdings Boten al-Faschir und überbrachten einen Brief des Sultans, in dem dieser auf die Sultanswürde verzichtete, eine vollständige Kapitulation anbot, unter der Bedingung, dass sein Leben und dasjenige seiner Familie und Unterstützer geschont würden, und um die Erlaubnis bat, ruhig auf seinem Land leben zu dürfen. Da aber ʿAlī Dīnār bis Anfang Juni keinerlei Anstalten machte, sich zu ergeben, waren die Briten überzeugt, dass er nur auf Zeit spielte. Wingate lehnte außerdem die Idee eines Verbleibs von ʿAlī Dīnār in Darfur strikt ab. Im Juni 1916 schlug er vor, ʿAlī Dīnār in den Hedschas zu deportieren und ihn dort unter die Aufsicht des britenfreundlichen Scherifen Husain ibn ʿAlī zu stellen.
ʿAlī Dīnār ließ sich aber weiter nicht blicken und zog während der Regenzeit nach Kulme südwestlich des Jabal Marra. Am 6. November 1916 überraschte eine kleine Truppe unter dem Kommando von Major Hubert Jervoise Huddleston, der auf eigene Faust die Verfolgung ʿAlī Dīnārs aufgenommen hatte, sein Lager und überrannte es. ʿAlī Dīnār und zwei seiner Söhne wurden außerhalb des Lagers erschossen, während sie zu flüchten versuchten. ʿAlī Dīnārs ältester Sohn Zakarīyā und sein zweitältester Sohn Hamza entkamen, ergaben sich aber nach britischer Zusicherung eines amān am 23. November mit zahlreichen Verwandten und 50 bewaffneten Männern.
Die Tötung ʿAlī Dīnārs wurde von Wingate nachträglich mit der notwendigen Verteidigung von britisch-geschütztem Gebiet gerechtfertigt und damit begründet, dass dieser von „unseren Feinden“ dazu angestiftet worden sei, mit türkischen und Senussi-Streitkräften zusammenzuarbeiten, um die britische Herrschaft in Ägypten und Sudan zu Fall zu bringen.

## Der Palast ʿAlī Dīnārs in al-Faschir
ʿAlī Dīnār ließ sich zwischen 1911 und 1912 in al-Faschir einen neuen Palast im Stil der Kolonialvillen, die nach 1898 in Khartum errichtet wurden, erbauen. Architekt war ein Iraker aus Baghdad namens al-Hāddschi ʿAbd ar-Rāziq. Für die Zimmermannsarbeiten war zwei Griechen (Dimitri und Thomas) verantwortlich. Die Decken des Palastes sind aus Holz gefertigt. Die Palastgebäude umfassen verschiedene architektonische Stile. Der Palast, der ihm als Regierungssitz diente und noch heute steht, hat sehr dicke Mauern, um die Hitze draußen zu halten, und überblickt den saisonalen See im Zentrum der Stadt, der während der Regenzeit von Wadis gespeist wird. Seine private Residenz, die sich an der Seite des Palastes befand, bestand aus einem traditionellen Fur-Komplex aus Tukl-Lehmhäusern und einem quadratischen, strohgedeckten Gebäude, das in drei Teile unterteilt war und seine Privaträume beherbergte. Zwischen der privaten Residenz und dem Palast befand sich ein quadratisches Gebäude mit Flachdach aus Lehm und gebranntem Ziegelstein, das so genannte Kaffeehaus, in dem der Sultan informell mit seinen Beratern, traditionellen Herrschern und Häuptlingen der Fur und verbündeter Völker von außerhalb der Hauptstadt zusammentraf. Hier war er auch für Bittsteller zugänglich.
Der britische Kolonialbeamte Harold MacMichael hat eine anschauliche Beschreibung des Sultanspalastes hinterlassen, wie er sich präsentierte, nachdem ʿAlī Dīnār geflohen und die britische Armee einmarschiert war:

„Der Palast des Sultans ist eine perfekte sudanesische Alhambra. Das Haus des Kalifen in Omdurman ist im Vergleich dazu eine Bruchbude. Es gibt kleine schattige Gärten und kleine Fischteiche, Arkaden, Säulengänge, Lagerräume und alle Arten von Gebäuden. Die Böden sind mit feinem Silbersand bestreut, das Stroh auf den Dächern ist das feinste, das man sich vorstellen kann, und sieht aus, als hätte man es mit einer Schere geschnitten. Die Wände sind wunderschön rot verputzt, und das Innere der Hallen ist mit großen Inschriften aus dem Koran in schöner Kalligraphie oder mit Schachbrettmustern bedeckt. Für die Dächer wurde nur das beste birsh [Strohmatten] oder Bambus verwendet. Anstelle von Innenwänden finden sich Rankgerüste aus Ebenholz, und der Fußboden in den Frauenquartieren ist unter dem silbrigen Sand mit Gewürzen geschwängert.“

In den frühen 1970er Jahren gestaltete der deutsche Archäologe und Architekt Friedrich Hinkel diesen Palast im Auftrag der sudanesischen Regierung in ein Museum um. Dieses Museum, das im Mai 1977 von Präsident Dschafar an-Numairi eröffnet wurde und gleichzeitig als Provinzmuseum dient, enthält neben Ausstellungsstücken zur kuschitischen und christlich-nubischen Kultur Insignien und Erinnerungsstücke von ʿAlī Dīnār.